# Nilceu Santos
Nilceu Santos (n. el 14 de julio de 1977 en Cascavel, Paraná), es un ciclista brasileño que compite por el Clube DataRo de Ciclismo-Bottecchia.
Apodado "the flash", es un excelente esprínter y especialista en pruebas de un día, como la Copa América de Ciclismo, la cual venció cuatro años consecutivos (del 2005 al 2008) y la Prova Ciclística 9 de Julho vencedor en dos oportunidades.
Compitió desde 2005 por el Scott-Marcondes César-Fadenp-São José dos Campos y ese año culminó quinto en el primer UCI America Tour que se disputó. En el año 2007 se coronó campeón brasileño de ruta.
En octubre de 2010 la crisis del equipo lo llevaron a abandonar las filas y fichar por el Funvic-Pindamonhangaba.

## Palmarés
2001
- Prueba Ciclística 9 de Julio

2002
- 2 etapas de la Volta do Rio de Janeiro

2004
- Prueba Ciclística 9 de Julio
- 1 etapa del Tour de Santa Catarina

2005
- Copa América de Ciclismo
- 1 etapa de la Volta do Estado de São Paulo
- 2.º en el Campeonato de Brasil en Ruta

2006
- Copa América de Ciclismo
- 1 etapa de la Volta Ciclística de Porto Alegre
- 1 etapa de la Volta do Estado de São Paulo
- 4 etapas del Tour de Santa Catarina

2007
- Copa América de Ciclismo

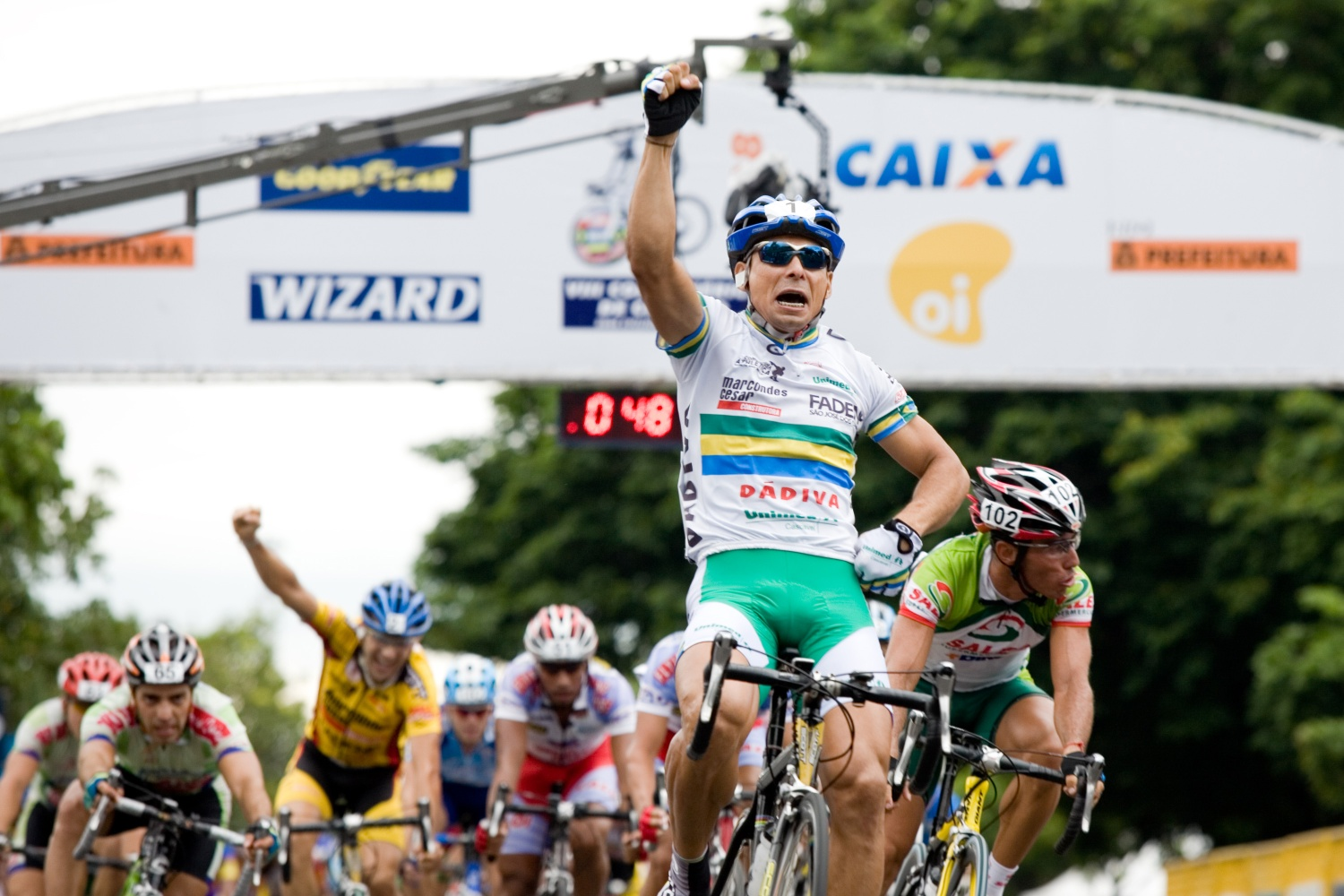
Nilceu Santos gana la Copa América de Ciclismo 2008

- 1 etapa de la Volta do Rio de Janeiro
- 1 etapa de la Volta do Estado de São Paulo
- Campeonato de Brasil de Ciclismo en Ruta

2008
- Copa América de Ciclismo

2010
- 1 etapa Giro do Interior de São Paulo

2014
- 1 etapa del Tour de Brasil/Vuelta del Estado de San Pablo